# Gramastetten
Gramastetten är en ort och  kommun i Österrike. Den ligger i distriktet Urfahr-Umgebung i förbundslandet Oberösterreich,  160 kilometer väster om huvudstaden Wien. 
Kommunen består av 17 orter (Ortschaften) (inom parentes invånarantal 1 januari 2024):

- Amberg (71)
- Anger (150)
- Feldsdorf (237)
- Gramastetten (1 570)
- Großamberg (807)
- Hals (85)
- Hamberg (336)
- Lassersdorf (117)
- Lichtenhag (89)
- Limberg (64)
- Maierleiten (12)
- Neulichtenberg (123)
- Pöstlingberg (673)
- Schlagberg (56)
- Stötten (6)
- Türkstetten (518)
- Wieshof (178)